# The Desert Isle (Blennerhassett)
The Desert Isle – wiersz brytyjsko-amerykańskiej poetki Margaret Agnew Blennerhassett, opublikowany w tomie The Deserted Isle w 1822, a następnie przedrukowany w zbiorze The Widow of the Rock, and Other Poems w 1824. Utwór jest napisany przy użyciu strofy królewskiej (rhyme royal), czyli zwrotki siedmiowersowej, złożonej z wersów dziesięciozgłoskowych, rymowanej ababbcc, stosowanej w poezji angielskiej od XIV wieku i występującej w twórczości między innymi Geoffreya Chaucera (Troilus i Criseyda) i Williama Szekspira (Gwałt na Lukrecji), a także Emmy Lazarus.
Lake mournful echo from the silent tomb
That pines away upon the midnight air,
Whilst the pale moon breaks out with fitful gloom,
Fond memory turns, with sad but welcome care
To scenes of desolation and despair,—
Once bright with all that beauty could bestow,
That peace could shed, or youthful fancy know.
Utwór składa się z czternastu numerowanych strof. Tej samej formy wersyfikacyjnej poetka użyła w poemacie The Widow of the Rock.